# Роткевич, Иван Адамович
Ива́н (Ян) Ада́мович Ротке́вич (пол. Jan Rotkiewicz, 20 июня 1898— 16 мая 1962) — советский и польский военачальник, генерал-лейтенант (11 мая 1949), генерал дивизии (1949).

## Биография
Иван (Ян) Адамович Роткевич родился 20 июня 1898 года в городе Борисов, Минской губернии, Российской империи. Национальность поляк.

### Первая Мировая Война
В июне 1915 года был призван на военную службу и зачислен в 10-й военно-пограничный полк на правах вольноопределяющегося 2-го разряда. Однако, прослужив 4 месяца, был травмирован и после выздоровления уволен в запас. В 1916 г. поступил в Виленское химико-техническое училище, эвакуированное с началом войны в г. Казань. В период Октябрьской революции вместе с местным полком, перешедшим на сторону большевиков, принимал участие в боях с юнкерами.

### Гражданская война
В феврале 1918 г.  Роткевич добровольно вступил в РККА и был зачислен курсантом на Казанские советские военно-технические курсы. В начале мая с 3-м Казанским сводным отрядом убыл на Восточный фронт, где воевал против белочехов. В августе был ранен под Симбирском. После выздоровления направлен в 1-й кавалерийский полк особого назначения Восточного фронта. Полк сражался в Казанской губ. против войск адмирала А. В. Колчака. 21 октября 1918 г.  Роткевич был направлен на 7-е Казанские пехотные курсы, откуда в середине января 1919 г. переведён на 4-е Казанские военно-инженерные курсы. В июле 1919 г. курсантом принимал участие в подавлении антисоветского восстания в г. Казань. По окончании курсов 20 августа 1919 г. оставлен на них и проходил службу в должностях командира взвода, пом. командира и командира роты, командира батальона. 

### Межвоенный период
В августе 1924 г. 4-е Казанские военно-инженерные курсы были расформированы, а  Роткевич направлен на Курсы физического образования им. В. И. Ленина в г. Ленинград. По их окончании назначен физруком и преподавателем в Объединённую военную школу среднеазиатских национальностей в Ташкенте. С января 1931 г. был старшим преподавателем военных предметов в Среднеазиатском государственном университете в (г. Ташкент). С марта 1934 г. Роткевич служил в штабе САВО в должностях инструктора вневойсковой подготовки и инспектора физической культуры, с апреля 1938 г. — преподавателя тактики окружных КУКС запаса (г. Ташкент). 8 июля 1938 г. был уволен из РККА в запас и лишён звания на основе Директивы Наркомата Обороны СССР от 24 июня 1938 об увольнении из РККА военнослужащих национальностей, не представленных на территории СССР. Работал военруком в Ташкентском индустриальном техникуме.

### Великая Отечественная война
С началом  войны  Роткевич был призван из запаса 25 августа 1941 г.,  в связи  нехваткой офицерских кадров  был восстановлен в звании капитан и назначен командиром батальона 545-го стрелкового полка 389-й стрелковой дивизии САВО, формировавшейся в Ташкенте. С сентября исполнял должность начальника штаба и командира полка, с января 1942 г. — начальника оперативного отделения штаба дивизии. В апреле — мае 1942 г. дивизия была переброшена на Закавказский фронт в 46-ю армию. Перед ней была поставлена задача оборонять юго-западные окраины г. Кутаиси и одновременно проводить работы по строительству оборонительных рубежей. В начале августа она была передислоцирована в район г. Грозный и заняла оборону по южному берегу р. Терек. В составе 9-й армии Северной группы войск Закавказского фронта её части вели здесь оборонительные бои, отражая наступление противника из района Ищерская. 7 декабря 1942 г. майор  Роткевич был допущен к исполнению должности начальника штаба 5-й гвардейской стрелковой бригады 10-го гвардейского стрелкового корпуса. В составе Северо-Кавказского фронта бригада участвовала в Северо-Кавказской наступательной операции. В августе 1943 г. подполковник Роткевич назначен начальником штаба 110-й гвардейской стрелковой дивизии, формировавшейся северо-восточнее г. Воронеж. В начале сентября она в составе 37-й армии была передислоцирована в район Харькова, где была подчинена Степному фронту. С 14 по 29 сентября дивизия, совершив 325-километровый марш в район Кременчуга, приняла участие в битве за Днепр. Её части отличились 29-30 сентября при форсировании Днепра в районе Мишурин Рог. С 10 октября дивизия действовала в составе 5-й гвардейской армии Степного фронта, с середины но ября вела наступление на Александрию. 6 декабря 1943 г. за отличия в боях за освобождение г. Александрия ей было присвоено почётное наименование «Александрийская», а за овладение г. Знаменка она была награждена орденом Красного Знамени (10.12.1943). С 10 декабря и до конца года дивизия вела оборонительные бои юго-западнее г. Знаменка, находясь в подчинении 53-й армии. В начале января 1944 г. она вновь вошла в 5-ю гвардейскую армию и участвовала в Кировоградской наступательной операции. За успешные действия на фронте борьбы с немецкими захватчиками Указом ПВС СССР от 8 января 1944 г. она была награждена орденом Суворова 2-й ст. В период с 21 декабря 1943 по 16 января 1944 г. полковник  Роткевич временно командовал этой дивизией, затем вновь вступил в исполнение прямых обязанностей начальника штаба. С 14 февраля дивизия вновь была подчинена 53-й армии и в её составе в конце февраля вела бои с противником, пытавшимся соединиться с группировкой, окружённой в районе Корсунь-Шевченковского. В марте — апреле её части участвовали в Уманско-Ботошанской наступательной операции, вели тяжёлые бои на плацдарме на правом берегу р. Днестр. С 18 по 27 апреля И. А. Роткевич вновь временно командовал дивизией. 20 июня 1944 г. он был переведён в Войско польское. Воевал во 2-й польской пехотной дивизии им. Г. Домбровского, занимая должность начальника штаба, а с 20 сентября 1944 г. — командира дивизии. 11 ноября 1944 года полковнику Роткевичу было присвоено звание генерала бригады. С 29 марта 1945 г. переведён на должность начальника штаба 1-й польской армии. За боевые отличия, умелое управление войсками в операциях на заключительном этапе войны Роткевич был награждён орденами Кутузова 1-й и 2-й ст., а также орденом «Возрождение Польши» 3-го класса.

### Послевоенные годы
В мае 1945 года был назначен зам. начальника Главного штаба Войска польского. 11 июля 1945 года И. А. Роткевичу было присвоено звание генерал-майор.
С 29 апреля 1946 года по 31 октября 1946 года — командующий Оперативной группой «Жешув», созданной для репатриации этнического украинского населения Лемковщины в СССР и для борьбы с украинским националистическим подпольем.
С ноября 1946 года назначен начальником штаба Люблинского ВО. С мая 1947 г. занимал должность командующего войсками Поморского ВО, с ноября — Люблинского, с октября 1948 г. — Познанского, а с марта 1949 г. — Варшавского ВО. В апреле 1949 года Роткевичу было присвоено звание генерала дивизии, а 11 мая 1949 года — генерал-лейтенант Советской Армии.
В 1950 году на Роткевича было совершено покушение, после которого он проходил лечение в Варшаве и Москве. С декабря 1953 по ноябрь 1954 г. проходил обучение на ВАК при Высшей военной академии им. К. Е. Ворошилова, затем вновь вернулся в Войско польское на должность командующего войсками Приморского ВО. С 1952 по 1956 год — депутат Сейма первого созыва. С 08 февраля 1953 года по 20 февраля 1954 года — председатель Польского футбольного союза. С декабря 1956 г. в распоряжении ГУК МО СССР. 1 февраля 1957 г. уволен в запас.

## Награды
- орден Ленина (1946[4])
- четыре ордена Красного Знамени (26.07.1943, 19.04.1944, 03.11.1944[4], 1951[4])
- орден Кутузова I степени (29.05.1945)
- орден Кутузова II степени (06.04.1945)
- орден Отечественной войны 1-й степени (06.11.1943)
- орден Красной Звезды (19.04.1943)
- медаль «За боевые заслуги» (31.01.1943)
- медаль XX лет РККА (1938)
- орден Возрождения Польши III степени (Командор).
- орден «За воинскую доблесть» IV степени (золотой крест)
- и другие.